# Revolverend Verenfonds

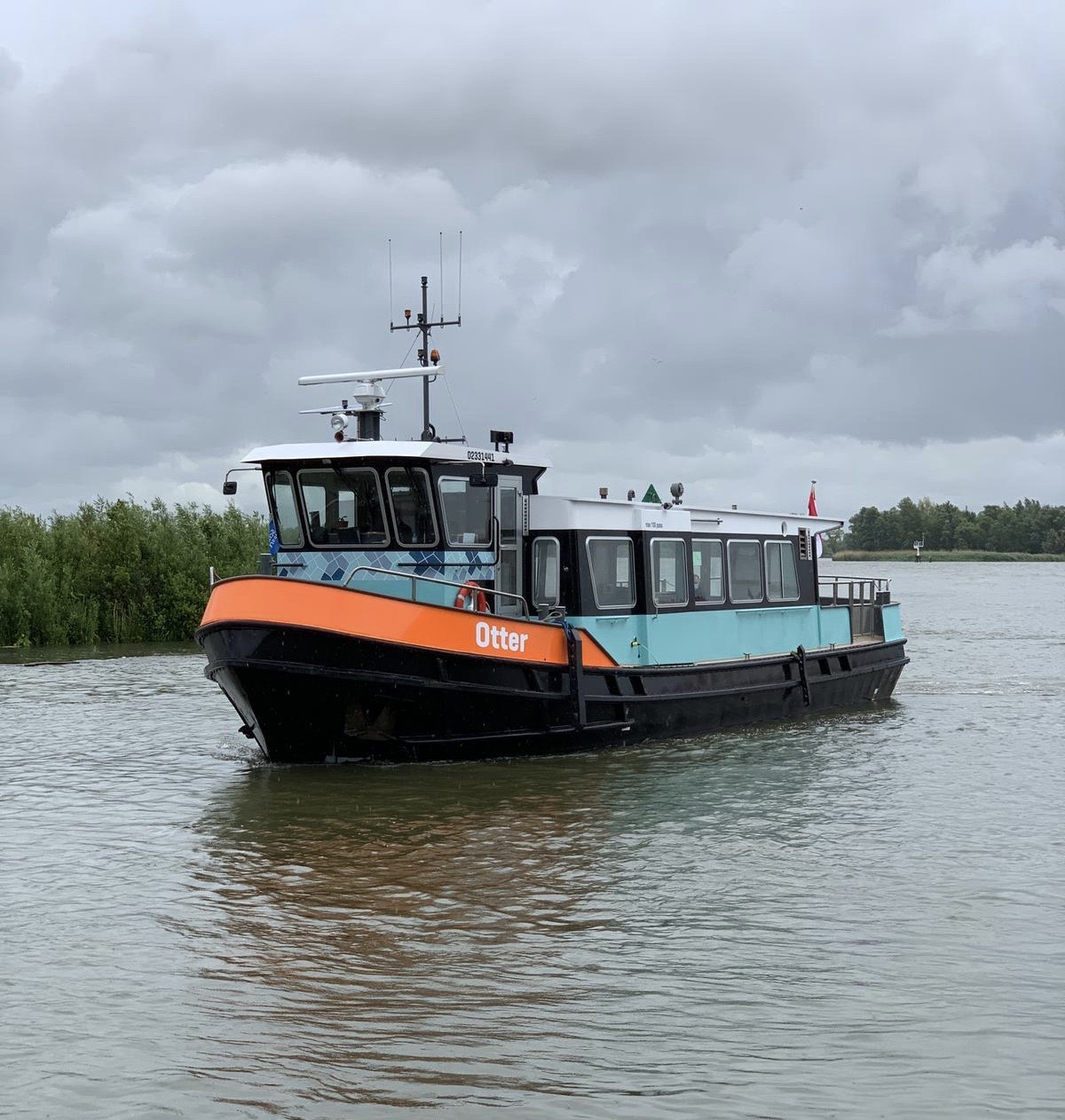
Zuid-Hollands voetveer Otter

Het Revolverend Verenfonds is een project voor vervanging of renovatie van veerponten van de provincie Zuid-Holland. Het is bedoeld voor de 22 Zuid-Hollandse veren die gedurende het gehele jaar op werkdagen worden ingezet om voornamelijk forensen en scholieren te vervoeren en ze voor de toekomst te behouden. Het gaat daarbij ook om de reductie van het aantal omrijkilometers of de reductie van uitstoot van het autoverkeer of de veerpont. De regeling is gebaseerd op de Subsidieregeling mobiliteit Zuid-Holland.
Het fonds verstrekt subsidies in de vorm van leningen aan veerexploitanten voor vernieuwing en renovatie van veerponten of een tweedehands veerpont die aantoonbaar duurzamer is dan de huidige veerpont. In het laatste geval dient te worden aangetoond dat de veerpont na renovatie nog minstens 15 jaar kan worden ingezet. 
Voorafgaand aan de subsidieverlening moet de veerexploitant voor een zekerheidstelling voor terugbetaling van de lening in de vorm van een pandrecht, hypotheekrecht of bankgarantie ten gunste van de provincie zorgen. Op de situatie passende voorwaarden worden vastgelegd in een subsidiebeschikking en een individuele overeenkomst tot geldlening. De te betalen rente bedraagt 0%, tenzij ter voorkoming van ongeoorloofde staatssteun een hogere rente gevraagd moet worden. De aflossingstermijn van de leningen is in principe gelijk aan de afschrijvingstermijn van de investering. 
Subsidieaanvragen kunnen het gehele jaar worden ingediend.